# سراغة لبنانية
السراغة اللبنانية (باللاتينية: Crepis libanotica) نوع نباتي يتبع جنس السراغة من الفصيلة النجمية.

## الموئل والانتشار
موطنها بلاد الشام وتركيا.

## مرادفات للاسم العلمي
- (باللاتينية: Crepis reuteriana var. alpina Boiss.)
- (باللاتينية: [Crepis reuteriana var. alpina Boiss. [non Crepis alpina L. 1753])
- (باللاتينية: Crepis reuteriana subsp. eigiana Babc.)